# Subantarctia turbotti
Subantarctia turbotti là một loài nhện trong họ Orsolobidae.
Loài này thuộc chi Subantarctia. Subantarctia turbotti được Raymond Robert Forster miêu tả năm 1955.